# Arón Piper
Arón Julio Manuel Piper Barbero (* 29. März 1997 in Berlin) ist ein deutsch-spanischer Schauspieler, der durch die Rolle des Ander in der Netflix-Serie Élite einem breiteren Publikum bekannt wurde.

## Leben und Karriere
Piper wuchs in Berlin auf, wo er mit seiner Familie die ersten fünf Jahre lebte, ehe er dann mit seiner Familie in die Heimat seiner Mutter, Spanien, zog. Nach einem erfolgreichen Schulabschluss begann er in Spanien ein Studium in Schauspielerei und Regie. Schon während seines Studiums spielte Piper in mehreren Filmen und Fernsehsendungen mit. So spielte er 2011 seine erste Rolle im spanischen Kinofilm Maktub. Für seine Mitarbeit an der Filmmusik für den Film 15 años y un día, war er 2014 für den spanischen Filmpreis Goya nominiert. Von 2018 bis 2021 spielte Piper seine bisher bekannteste Rolle, die des Ander Muñoz, in der spanischen Netflix-Serie Élite. Ende 2020 war er in einer Rolle in der ebenfalls für Netflix produzierten Miniserie Deine letzte Stunde zu sehen.
Neben der Schauspielerei macht Piper Musik und produziert auch eigene Songs. So erschien 2020 seine Single Sigo, die er gemeinsam mit den Musikern Moonkey und Mygal schrieb und produzierte.

### Privates
Piper spricht neben Deutsch und Spanisch, Englisch und Katalanisch.

## Filmografie (Auswahl)
- 2011: Maktub (Film)
- 2012: Only When I Have Nothing to Eat (Film)
- 2013: 15 años y un día (Film)
- 2016: La corona partida (Film)
- 2016–2017: Centro médico (Serie)
- 2018: Un minuto (Film)
- 2018–2021: Élite (Serie)
- 2019: Los Rodríguez y el más allá
- 2019: Derecho a Soñar (Serie)
- 2020: Deine letzte Stunde (El desorden que dejas)
- 2022: Codewort: Kaiser (Código Emperador)
- 2023: Sayen (Antonio)
- 2023: Stumm (El silencio, Serie)
- 2024: Der Kurier (El correo)

## Diskografie

### EP
- 2021: Nieve

### Singles
- 2020: Sigo (Moonkey, MYGAL)
- 2020: Mal (MYGAL)
- 2020: Rosé (Moonkey, Nake)
- 2020: Todo (MYGAL)
- 2020: Friends (Miqui Brightside)
- 2020: Diamantes (feat. Chill Chicos)
- 2021: Errada ela não tá (mit MC JottaPê & MC Kevinho)
- 2021: Me Reces

## Auszeichnung

### Goya
| Jahr | Kategorie       | Film             | Ergebnis  |
| ---- | --------------- | ---------------- | --------- |
| 2014 | Bester Filmsong | 15 años y un día | Nominiert |